# SolidaritéS
SolidaritéS (Nederlands: Solidariteiten) is een uiterst links-socialistische Zwitserse partij.
SolidaritéS werd in 1992 opgericht in het overwegend Franstalige West-Zwitserland en in het Duitstalige kanton Bazel-Stad door vroegere leden van de Zwitserse Partij van de Arbeid (communistisch georiënteerd) en door trotskisten. West-Zwitserland en Bazel-Stad gelden als thuisbases van de partij. Bij de verkiezingen van 19 oktober 2003 verkreeg de partij 0,5% van de stemmen, goed voor één zetel in de Nationale Raad (tweede kamer federaal parlement). De partij werd vertegenwoordigd door Pierre Vanek. Voor de parlementsverkiezingen van 21 oktober 2007 vormde SolidaritéS een lijstverbinding met de ultralinkse Zwitserse Partij van de Arbeid (PdA), maar ondanks deze lijstverbinding verloor SolidaritéS haar zetel in de Nationale Raad.
SolidaritéS is samen met de Zwitserse Partij van de Arbeid de meest linkse partij die vertegenwoordigt is in de Nationale Raad. Ideologisch gezien is SolidaritéS trotskistisch. De partij is ook aangesloten bij de Vierde Internationale. De partij streeft naar een "hernieuwing van het marxisme."

## Jeugdafdeling
De jeugdafdeling van SolidaritéS heet Jeunesse SolidaritéS.

## VerkiezingsuitslagenNationale Raad2003-heden
| Zetelverdeling SolidaritéS 2003-2019 Nationale Raad |        |      |         |
| Jaar                                                | Zetels | %    | +/-     |
| 2003                                                | 1      | 0,50 | 1       |
| 2007                                                | 0      | 0,40 | 1       |
| 2011                                                | 0      | 0,30 | Stabiel |
| 2015                                                | 0      | 0,50 | Stabiel |
| 2019                                                | 1      | 0,50 | 1       |

## Afdelingen
- kanton Genève: SolidaritéS Genève
- kanton Neuchâtel: SolidaritéS Neuchâtel
- kanton Vaud: Solidarités-Collectif pour une Alliance Socialiste
- kanton Bazel-Stad: Sozialistische Alternative/Solidarität